# Merzifon
Merzifon là một huyện thuộc tỉnh Amasya, Thổ Nhĩ Kỳ. Huyện có diện tích 972 km² và dân số thời điểm năm 2007 là 69093 người, mật độ 71 người/km².

## Khí hậu
| Dữ liệu khí hậu của Merzifon            | Dữ liệu khí hậu của Merzifon | Dữ liệu khí hậu của Merzifon | Dữ liệu khí hậu của Merzifon | Dữ liệu khí hậu của Merzifon | Dữ liệu khí hậu của Merzifon | Dữ liệu khí hậu của Merzifon | Dữ liệu khí hậu của Merzifon | Dữ liệu khí hậu của Merzifon | Dữ liệu khí hậu của Merzifon | Dữ liệu khí hậu của Merzifon | Dữ liệu khí hậu của Merzifon | Dữ liệu khí hậu của Merzifon | Dữ liệu khí hậu của Merzifon |
| Tháng                                   | 1                            | 2                            | 3                            | 4                            | 5                            | 6                            | 7                            | 8                            | 9                            | 10                           | 11                           | 12                           | Năm                          |
| --------------------------------------- | ---------------------------- | ---------------------------- | ---------------------------- | ---------------------------- | ---------------------------- | ---------------------------- | ---------------------------- | ---------------------------- | ---------------------------- | ---------------------------- | ---------------------------- | ---------------------------- | ---------------------------- |
| Trung bình ngày °C (°F)                 | 0.9 (33.6)                   | 2.5 (36.5)                   | 5.7 (42.3)                   | 11.1 (52.0)                  | 15.4 (59.7)                  | 18.7 (65.7)                  | 21.0 (69.8)                  | 20.7 (69.3)                  | 17.7 (63.9)                  | 13.2 (55.8)                  | 7.8 (46.0)                   | 3.1 (37.6)                   | 11.5 (52.7)                  |
| Lượng Giáng thủy trung bình mm (inches) | 38 (1.5)                     | 31 (1.2)                     | 36 (1.4)                     | 46 (1.8)                     | 59 (2.3)                     | 49 (1.9)                     | 18 (0.7)                     | 13 (0.5)                     | 23 (0.9)                     | 30 (1.2)                     | 35 (1.4)                     | 40 (1.6)                     | 418 (16.4)                   |
| Nguồn: Climate-Data.org                 |                              |                              |                              |                              |                              |                              |                              |                              |                              |                              |                              |                              |                              |